# Kedr

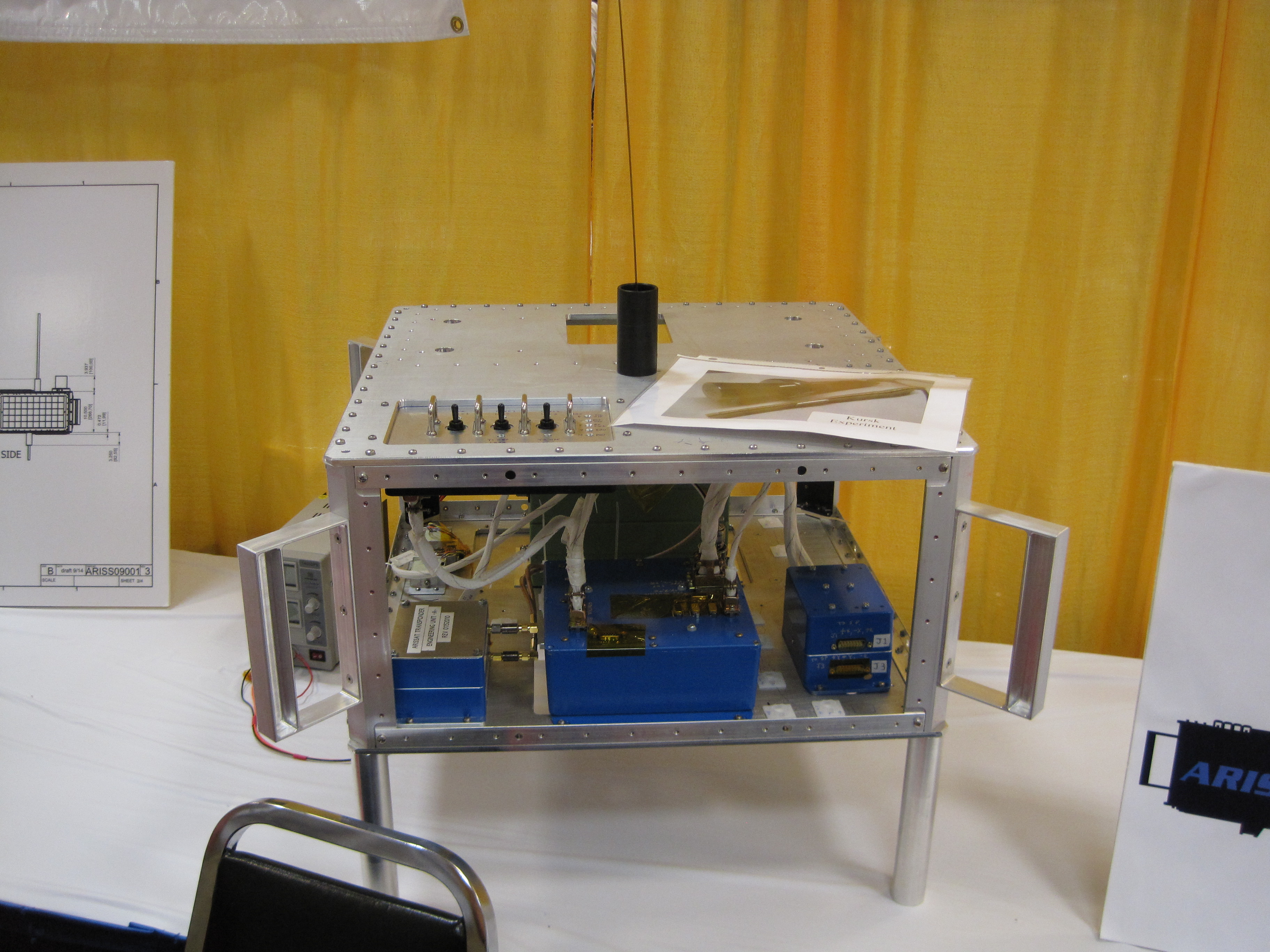
O Kedr também conhecido como ARISSat-1.

Kedr, em russo: кедр (ou pinheiro siberiano), também conhecido como ARISSat-1 e RadioSkaf-2,  foi um minissatélite radioamador operado pela RKK Energia como parte dos projetos ARISS e SuitSat.
Colocado em órbita em 3 de Agosto de 2011, ele reentrou na atmosfera em 4 de Janeiro de 2012.